# 里奧內格羅市

里奧內格羅市（西班牙語：Municipio Río Negro），是委內瑞拉的一個市，位於該國南部亞馬遜州，首府設於內格羅河畔聖卡洛斯，面積37,903平方公里，2011年人口2,344，人口密度為每平方公里0.26人。